# Lidingö
Lidingö es una isla en el archipiélago interno de Estocolmo, al noreste de la ciudad de Estocolmo, en Suecia. En 2010, la población se estimaba en 31.561 personas. Es la sede del gobierno del municipio de Lidingö, en la provincia de Estocolmo.
Las cualidades de Lidingö han atraído a muchos residentes ricos. El verano de Lidingö se limita al período comprendido entre finales de mayo y agosto, cuando la temperatura supera los 25 °C. Las temperaturas del agua del mar alcanzan su pico máximo a alrededor de 20 °C, a mediados de julio, en las partes interiores del archipiélago.